# Echang
Echang est un village paluan. Il est situé dans l'État de Koror, sur l'île de Ngerekebesang.
Certains habitants de ce petit bourg sont des locuteurs du sonsorolais, une langue principalement parlée dans l'État de Sonsorol (beaucoup de sonsorolais partent vivre dans la région de Koror). Toutes ces personnes sont bilingues (paluan ou anglais).[réf. nécessaire]
Echang tire profit de sa proximité du centre-ville de Koror.